# Prins Laurent av Belgien
Laurent av Belgien, född 19 oktober 1963, är en belgisk prins. Han är yngre bror till kung Philippe av Belgien och son till tidigare kung Albert II.
Prins Laurent gifte sig i Bryssel 12 april 2003 med Claire Louise Coombs från England.
2006 drogs prinsen in i en rättegång kring en påstådd förskingring inom den belgiska marinen.

## Barn
- Louise av Belgien (2004-)
- Nicolas av Belgien (2005-)
- Aymeric av Belgien (2005-)